# Alan Sabbagh
Alan Sabbagh (Buenos Aires; 25 de maig de 1980) és un actor argentí.

## Biografia
Alan Sabbagh va néixer el 25 de maig de 1980 a Buenos Aires, té ascendència siriana per part de pare. Es va formar entre els anys 1999 i 2003 amb Nora Moseinco i després amb diferents mestres, entre ells Alejandro Catalán.
Un dels seus primers treballs en cinema va ser el paper d'Ismael a Luna de Avellaneda, de Juan José Campanella.esprés va ser convocat per a interpretar a Raimundi en l'unitari Locas de amor, que eds va emetre el 2004. Més tard va treballar a Una familia especial, Socias i Valentino, el argentino i al capítol "Perla, anfitriona" de "Mujeres Asesinas". En teatre va participar en l'obra dirigida per Nano Zyssholtz Que parezca un accidente.
El 2009 va formar part de l'elenc de l'obra Los quiero a todos amb direcció de Luciano Quilici, de la qual va realitzar una versió cinematogràfica el 2010. Entre el final de 2009 i 2010, va actuar en Botineras, telenovel·la policial que es va emetre per Telefe, amb producció de Underground i Endemol. Després va participar en el pilot d'un altre programa d'Underground, Un año para recordar, que va participar al festival Mipcom, a Canes en 2010 i va ser estrenat com a telenovel·la al febrer de 2011 per Telefe.
En 2011, va interpretar a Mariano Cohen a Mi primera boda, dirigida per Ariel Winograd.
El 2012 va formar part de la telenovel·la Lobo i de la pel·lícula Masterplan, on interpreta a un jove que intenta dur a terme una estafa simple i la converteix en complexa. La pel·lícula va ser seleccionada en la competència oficial del Bafici. La distribuïdora Disney va comprar els drets, i Masterplan es va estrenar a l'Argentina el 25 d'octubre.
Al juliol de 2012 es va sumar a l'elenc de la telecomedia Graduados, i va actuar en la pel·lícula dr Sebastián De Caro 20.000 besos, en la que interpreta a El Cinéfilo.
El 2013 va tornar a treballar amb Winograd a Vino para robar i va formar part de l'elenc de Vecinos en guerra.

## Televisió
| Any       | Títol                   | Personatge              | Notes                 |
| --------- | ----------------------- | ----------------------- | --------------------- |
| 2004      | Locas de amor           | Raimondi                | Coprotagonista        |
| 2005      | Una familia especial    | Flavio                  | Coprotagonista        |
| 2007      | Lalola                  | Velazco                 | Participació especial |
| 2008      | Socias                  | Javier                  | Participació especial |
| 2008      | Los exitosos Pells      | Conserje                | Participació especial |
| 2009      | Valentino, el argentino | Marcos                  | Participació especial |
| 2009-2010 | Botineras               | Omar Torres             | Coprotagonista        |
| 2011      | Un año para recordar    | Ariel Cansepolsky       | Coprotagonista        |
| 2012      | Lobo                    | Salvador Fuccile        | Coprotagonista        |
| 2012      | Graduados               | Mario "Marito" Rotstein | Recurrent             |
| 2013-2014 | Los vecinos en guerra   | Fabián Sotelo           | Coprotagonista        |
| 2017-2019 | El jardín de bronce     | Sergio "El Ruso" Reidel | Elenc principal       |
| 2019      | Pequeña Victoria        | Gerardo Mancuso Puentes | Coprotagonista        |
| 2021      | Pequeñas Victorias      | Gerardo Mancuso Puentes | Coprotagonista        |

## Cinema
| Amy  | Títol                 | Paper                               | Direcció                       | Notes                               |
| ---- | --------------------- | ----------------------------------- | ------------------------------ | ----------------------------------- |
| 1999 | Empolvados            | Matón 3                             | Diego Shaalo                   | Curtmetratge                        |
| 2000 | El mundo desprotegido | Adrián                              | Diego Shaalo                   | Curtmetratge                        |
| 2002 | Yipeé Cayé            | Daniel                              | Manuel Faillace                | Curtmetratge                        |
| 2004 | Luna de Avellaneda    | Ismael                              | Juan José Campanella           | Debut en cinema                     |
| 2006 | 31                    | Ariel                               | Damián Dionisio                | Curtmetratge                        |
| 2007 | Amarre amoroso        | Martín                              | Ariel Frajnd                   | Curtmetratge                        |
| 2009 | La sangre brota       | Perruquer                           | Pablo Fendrik                  |                                     |
| 2011 | Mi primera boda       | Mariano                             | Ariel Winograd                 |                                     |
| 2012 | Masterplan            | Mariano Cohen                       | Diego Levy i Pablo Levy        |                                     |
| 2013 | Vino para robar       | Gerent                              | Ariel Winograd                 |                                     |
| 2013 | 20.000 besos          | El Cinéfilo                         | Sebastián De Caro              |                                     |
| 2013 | Los quiero a todos    | León                                | Luciano Quilici                |                                     |
| 2014 | Tema de otro          | Bruno                               | Diego Leanza                   | Curtmetratge                        |
| 2014 | In the clouds         | Joyero                              | Marcelo Mitnik                 | Curtmetratge                        |
| 2015 | Focus                 | Cap d'enginyeria de l'equip argentí | Glenn Ficarra i John Requa     | Coproducció estatunidenca-argentina |
| 2016 | El rey del Once       | Ariel                               | Daniel Burman                  |                                     |
| 2016 | Me casé con un boludo | Gonzalo                             | Juan Taratuto                  |                                     |
| 2016 | Permitidos            | Parella final APPermitidos          | Ariel Winograd                 |                                     |
| 2016 | La última fiesta      | Dante                               | Leandro Mark i Nicolás Silbert |                                     |
| 2016 | El candidato          | Asesor Sebas                        | Daniel Hendler                 |                                     |
| 2017 | Veredas               | Taxista                             | Fernando Cricenti              |                                     |
| 2018 | All inclusive         | Pablo                               | Diego Levy y Pablo Levy        |                                     |
| 2019 | El día que me muera   | David                               | Néstor Sánchez Sotelo          |                                     |
| 2019 | Shalom Taiwán         |                                     | Walter Tejblum                 |                                     |
| 2020 | Corazón loco          | Gonzalo                             | Marcos Carnevale               |                                     |

## Premis i nominacions
- Premi al millor actor a la XXIII Mostra de Cinema Llatinoamericà de Catalunya per El rey del Once[4]
- Premi al millor actor al Festival de Cinema de Tribeca per El rey del Once[5]